# Čaršija de Kujundžiluk
La čaršija de Kujundžiluk est située en Bosnie-Herzégovine, sur le territoire de la ville de Mostar. Cet ensemble urbanistique, qui remonte à la période ottomane, est inscrit sur la liste provisoire des monuments nationaux de Bosnie-Herzégovine.
Une čaršija est une structure urbaine caractéristique de la période ottomane dans les Balkans.

## Localisation

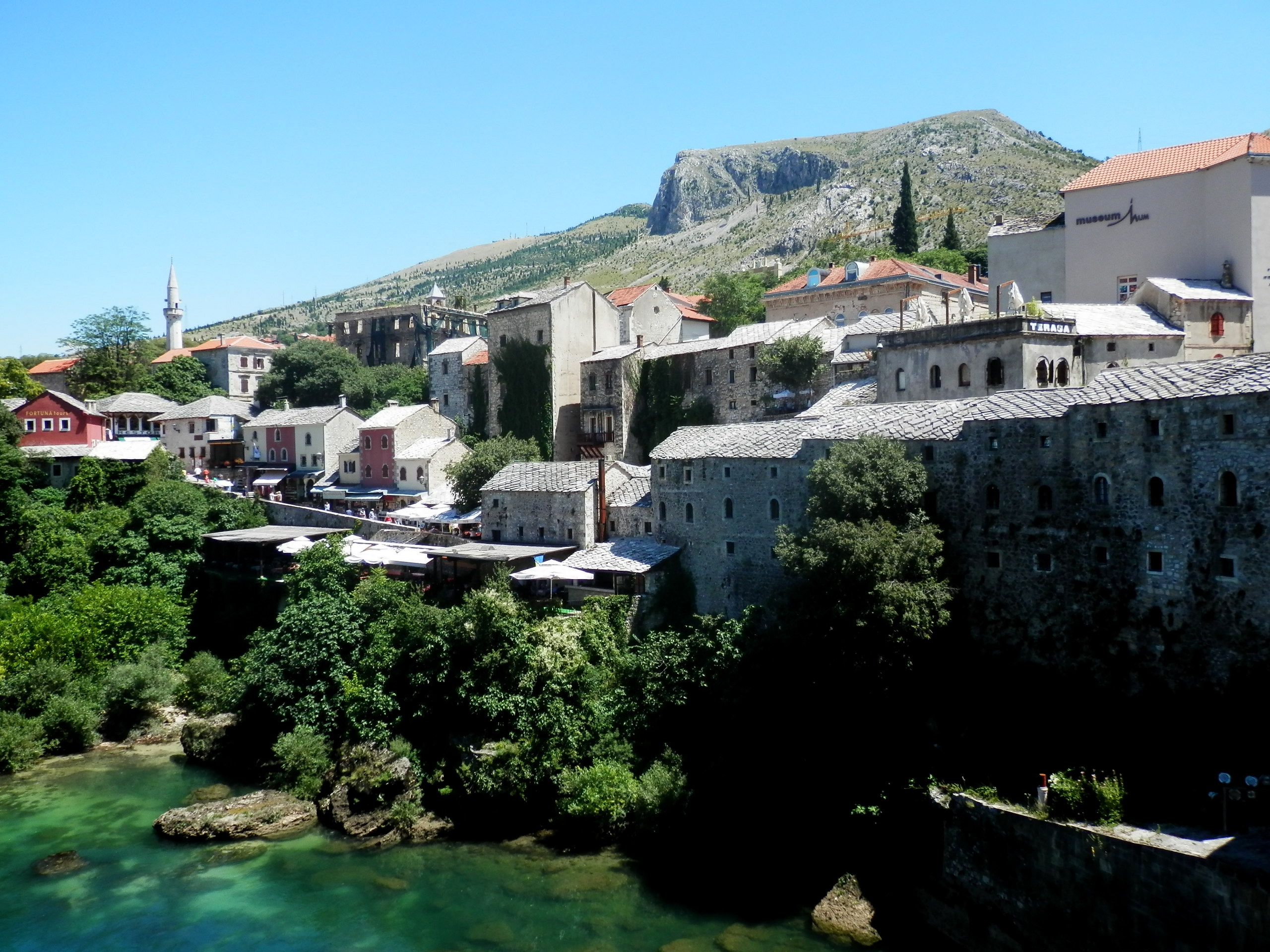
Vue de la čaršija dans son environnement

## Description

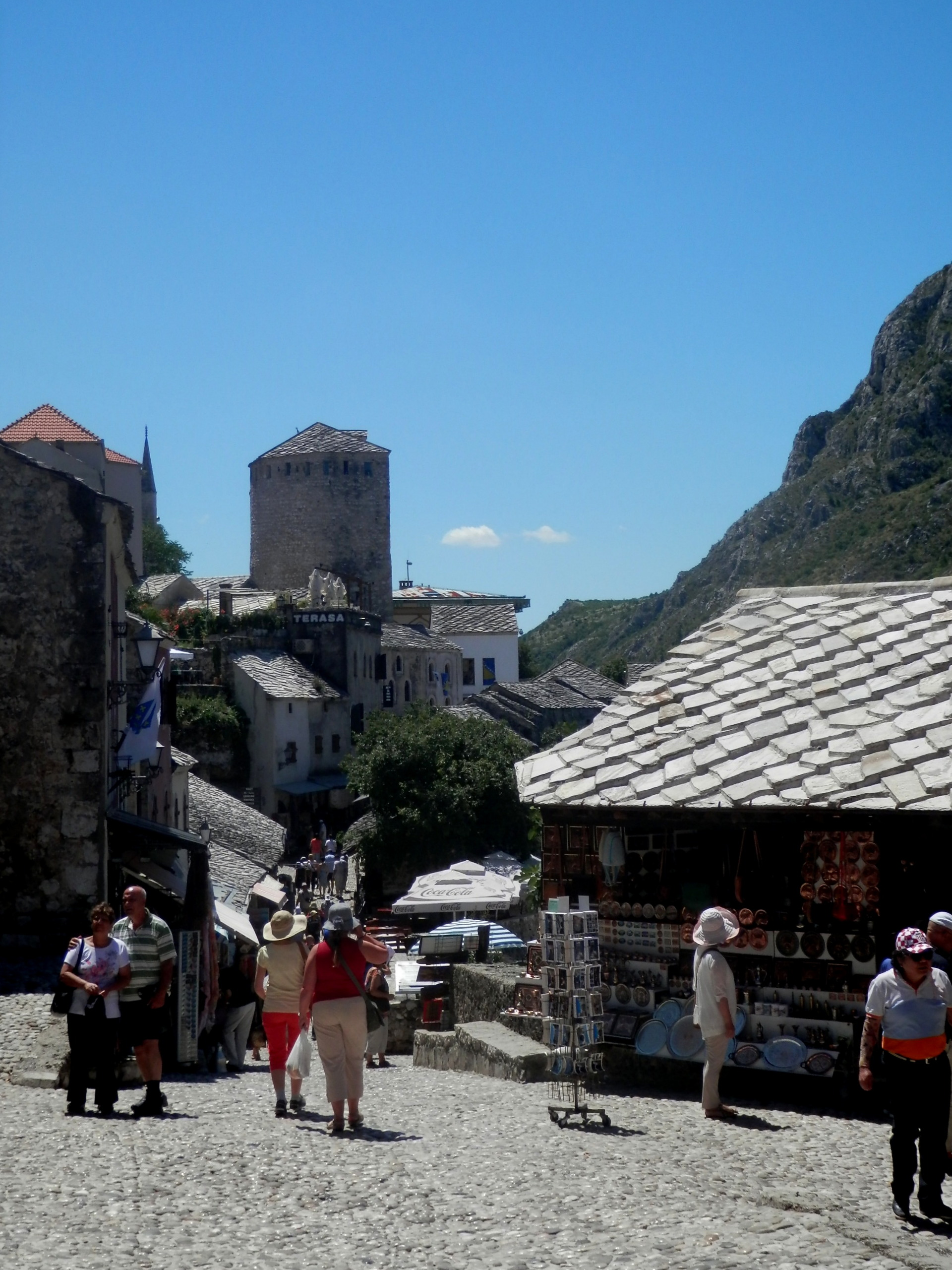
Autre vue de la čaršija